# Immortal Bach Ensemble
Das Immortal Bach Ensemble (IBE) ist ein Chor in Bonn und wurde 2004 gegründet.
Das in Bonn beheimatete frei arbeitende, professionelle Vokalensemble ist geprägt durch ein homogenes und dynamisches Klangbild. Seine ambitionierten, handverlesenen Mitglieder singen in wechselnden Besetzungen vom Doppelquartett hin zur Mehrchörigkeit und Kammerchor, auch solistische Partien werden oft aus dem Ensemble heraus besetzt.
Der Chor trägt die künstlerische Handschrift seines dänischen Dirigenten Morten Schuldt-Jensen, der mit viel Umsicht das Ensemble zu einem einzigartigen Klangkörper geformt hat. Seine Wurzeln hat das Ensemble im Gewandhaus zu Leipzig; dort gründete 2001 Chordirektor Schuldt-Jensen den GewandhausKammerchor Leipzig, der bis 2006 Bestand hatte.
Das Werk Immortal Bach des norwegischen Komponisten Knut Nystedt hat sowohl den GewandhausKammerchor als auch das Immortal Bach Ensemble an wichtigen Stationen seines Aufbaus begleitet und ist so zum Namensgeber geworden:
Immortal Bach ist ein Bach-Choral, der in verschiedene Zeitschichten aufgefächert ist – und steht damit für das künstlerische Credo des Ensembles: Das IBE möchte Altes und Neues verbinden und dabei auf hohem künstlerischen Niveau ungewohnte Wege und Perspektiven eröffnen.
Seit seiner Gründung ist das Ensemble bei internationalen Festivals wie u. a. dem Rheingau Musik Festival, den Festspielen in Mecklenburg-Vorpommern, dem Europa Bach Festival Paris aufgetreten. Neben der umfangreichen Konzerttätigkeit in Europa hat das Immortal Bach Ensemble bei dem Label Naxos eine Reihe von hochgelobten CDs eingespielt.
Gemeinsam sind Schuldt-Jensen und das Immortal Bach Ensemble begeistert und stets auf der Suche nach authentischen Klangfarben und den Strukturen der Musik.

## Diskographie
- Domenico Scarlatti: Stabat Mater, Missa breve, La stella, Te Deum, Magnificat (NAXOS)
- Franz Schubert: Mass No. 6 in E flat major, Stabat Mater (NAXOS)
- Franz Schubert: Mass in C major, Mass in G major, Deutsche Messe (NAXOS)
- Franz Joseph Haydn: Die Jahreszeiten, (The Seasons) (NAXOS)
- Wolfgang Amadeus Mozart: Davide penitente, Regina coeli (K. 108) (NAXOS)
- Wolfgang Amadeus Mozart: Requiem in D minor (NAXOS)